# Penaincisalia alatus
Penaincisalia alatus är en fjärilsart som beskrevs av Druce 1907. Penaincisalia alatus ingår i släktet Penaincisalia och familjen juvelvingar. Inga underarter finns listade i Catalogue of Life.